# 單邊鐵角蕨
單邊鐵角蕨（学名：Asplenium cataractarum）为鐵角蕨科鐵角蕨屬下的一个种。